# 拉费里耶尔贝谢
拉费里耶尔贝谢（法語：La Ferrière-Béchet，法語發音：[la fɛʁjɛʁ beʃɛ]）是法国奥恩省的一个市镇，属于阿朗松区。

## 地理
拉费里耶尔贝谢（48°34'47"N, 0°4'18"E）面积13.79 平方千米，位于法国诺曼底大区奧恩省，该省份为法国西北部内陆省份，北起顺时针与卡爾瓦多斯省、厄尔省、厄尔-卢瓦省、萨尔特省、马耶讷省和芒什省接壤。
与拉费里耶尔贝谢接壤的市镇（或旧市镇、城区）包括：贝尔丰、勒布永、塞镇、唐维尔、洛雷代库沃、莫尔特雷。

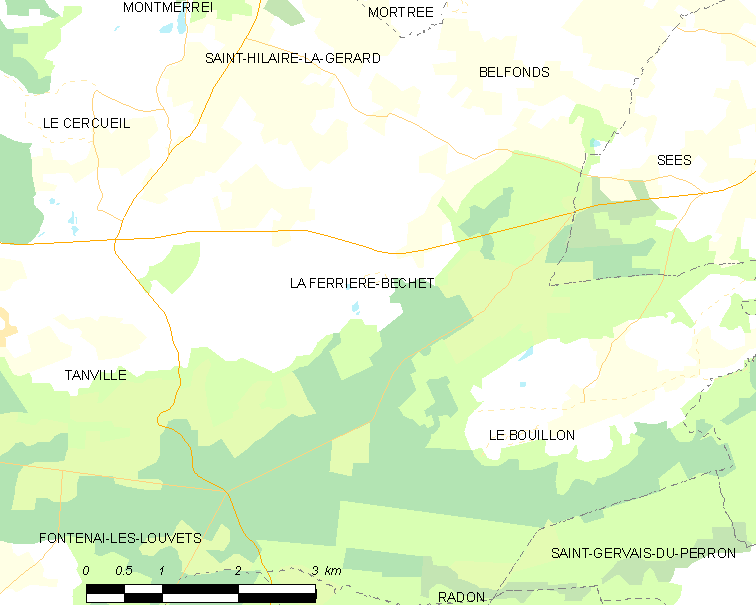
拉费里耶尔贝谢的OSM定位图

拉费里耶尔贝谢的时区为UTC+01:00、UTC+02:00（夏令时）。

## 行政
拉费里耶尔贝谢的邮政编码为61500，INSEE市镇编码为61164。

## 政治
拉费里耶尔贝谢所属的省级选区为塞镇县。

## 人口

1962-2008年间拉费里耶尔贝谢人口变化图示

拉费里耶尔贝谢于2022年1月1日时的人口数量为250人。